# St. Sixtus (Pollenfeld)

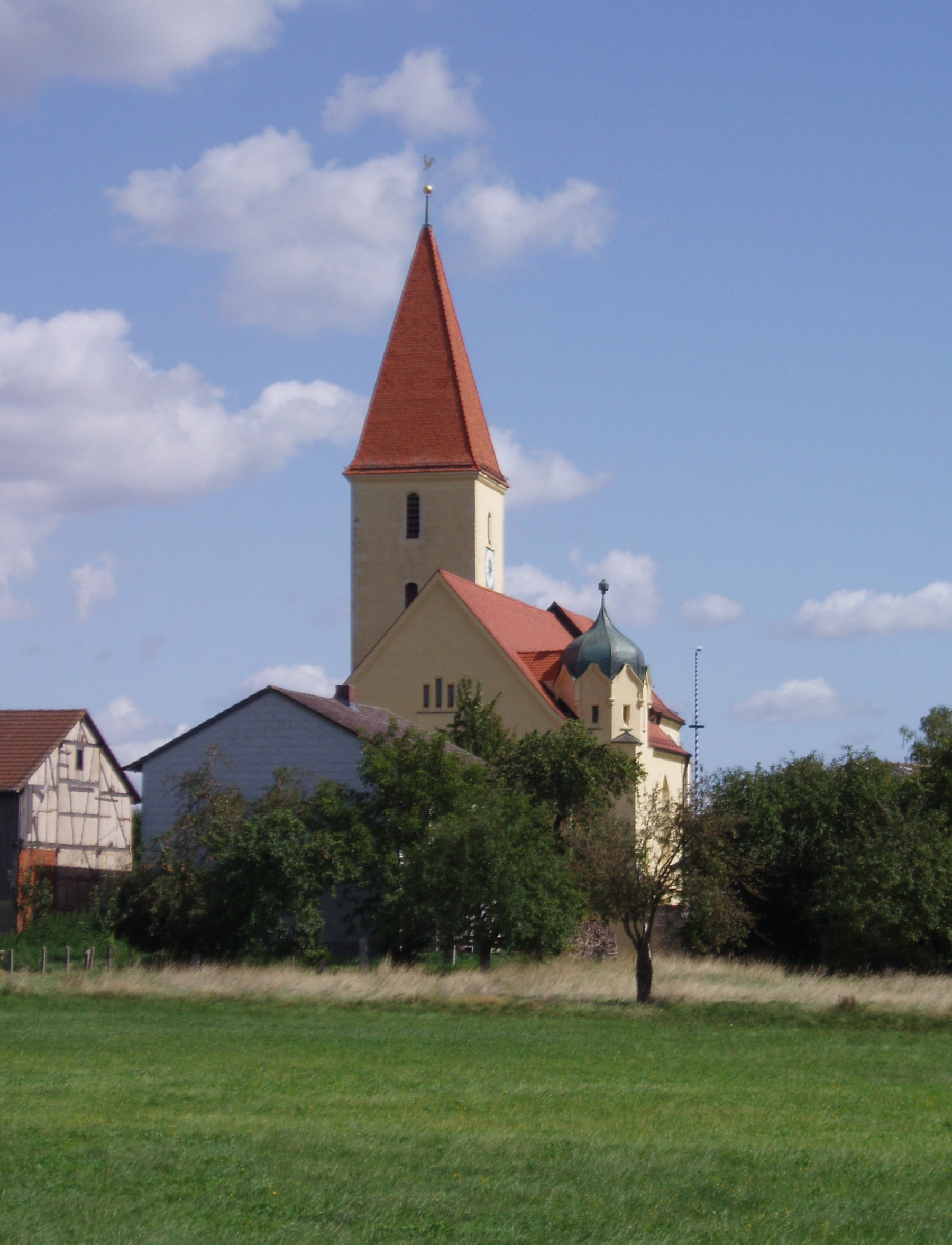
St. Sixtus aus westlicher Blickrichtung

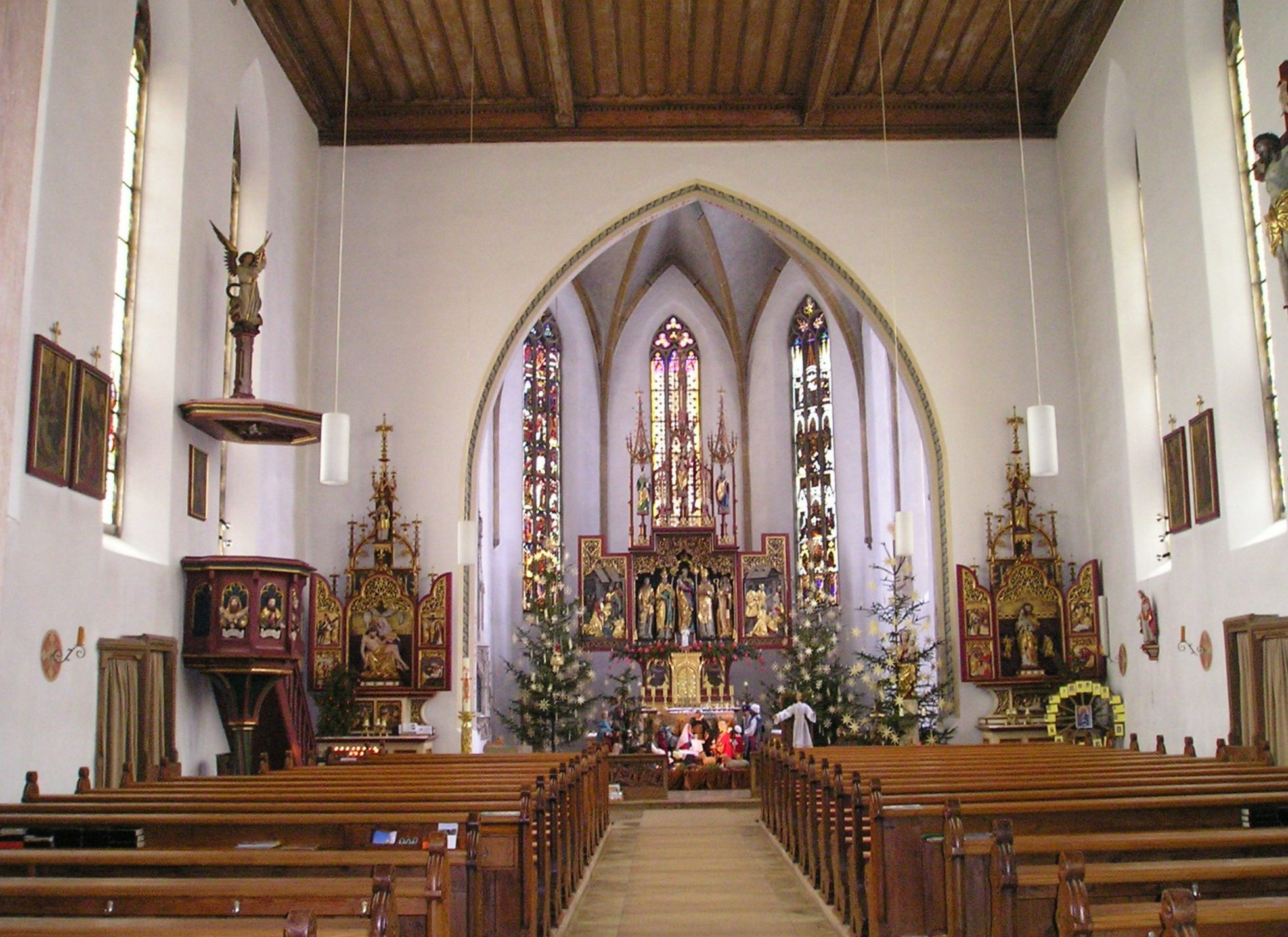
Blick zum Chor

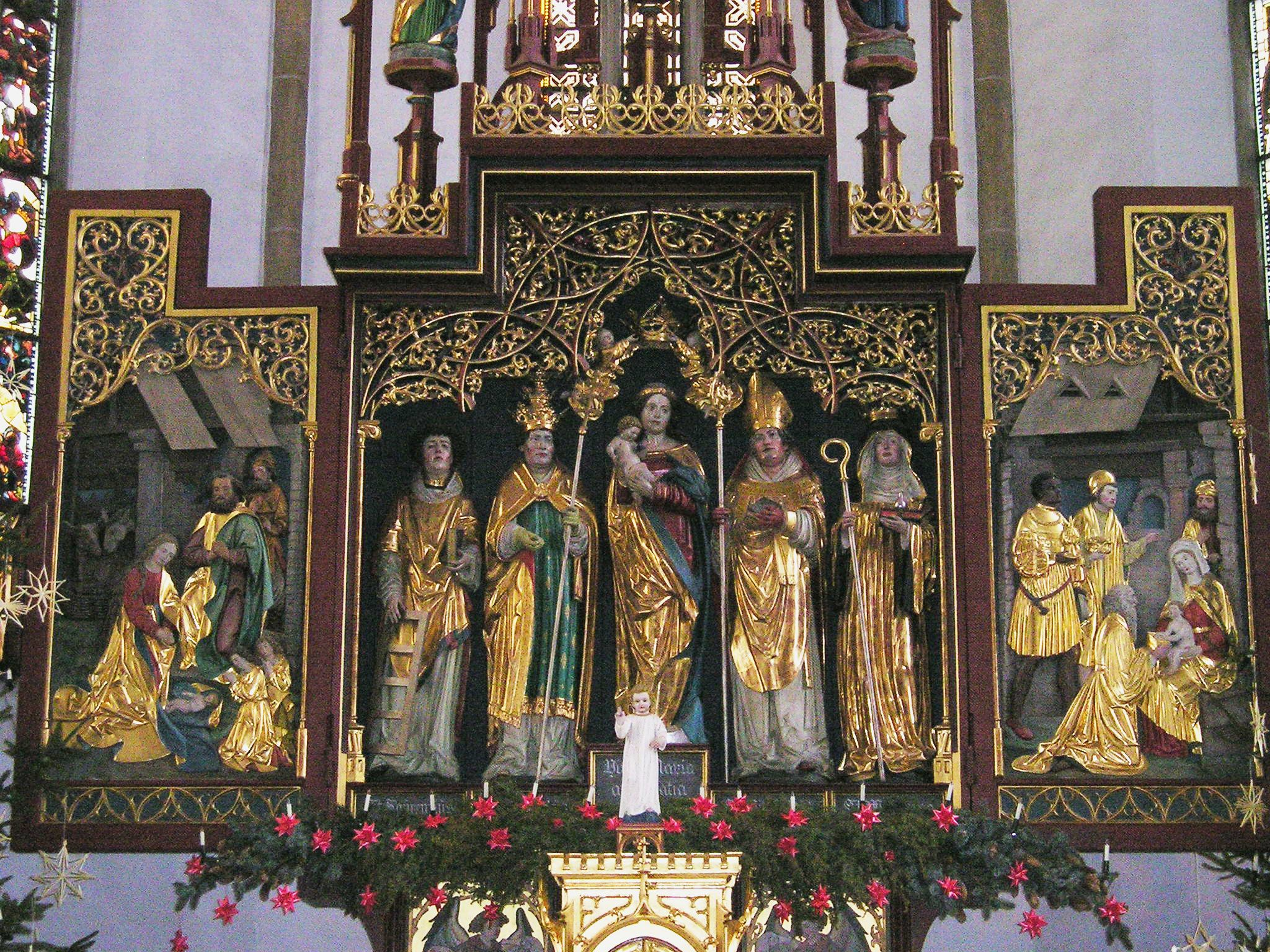
Hochaltar

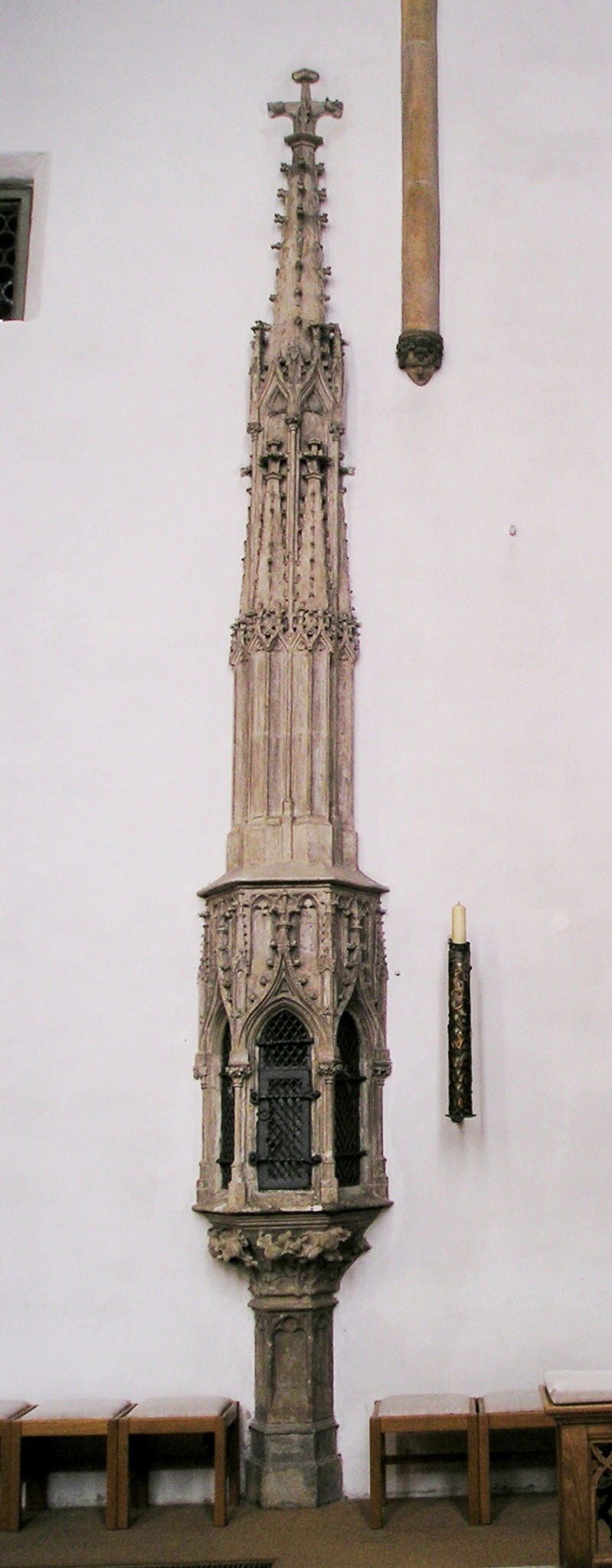
Gotisches Sakramentshäuschen

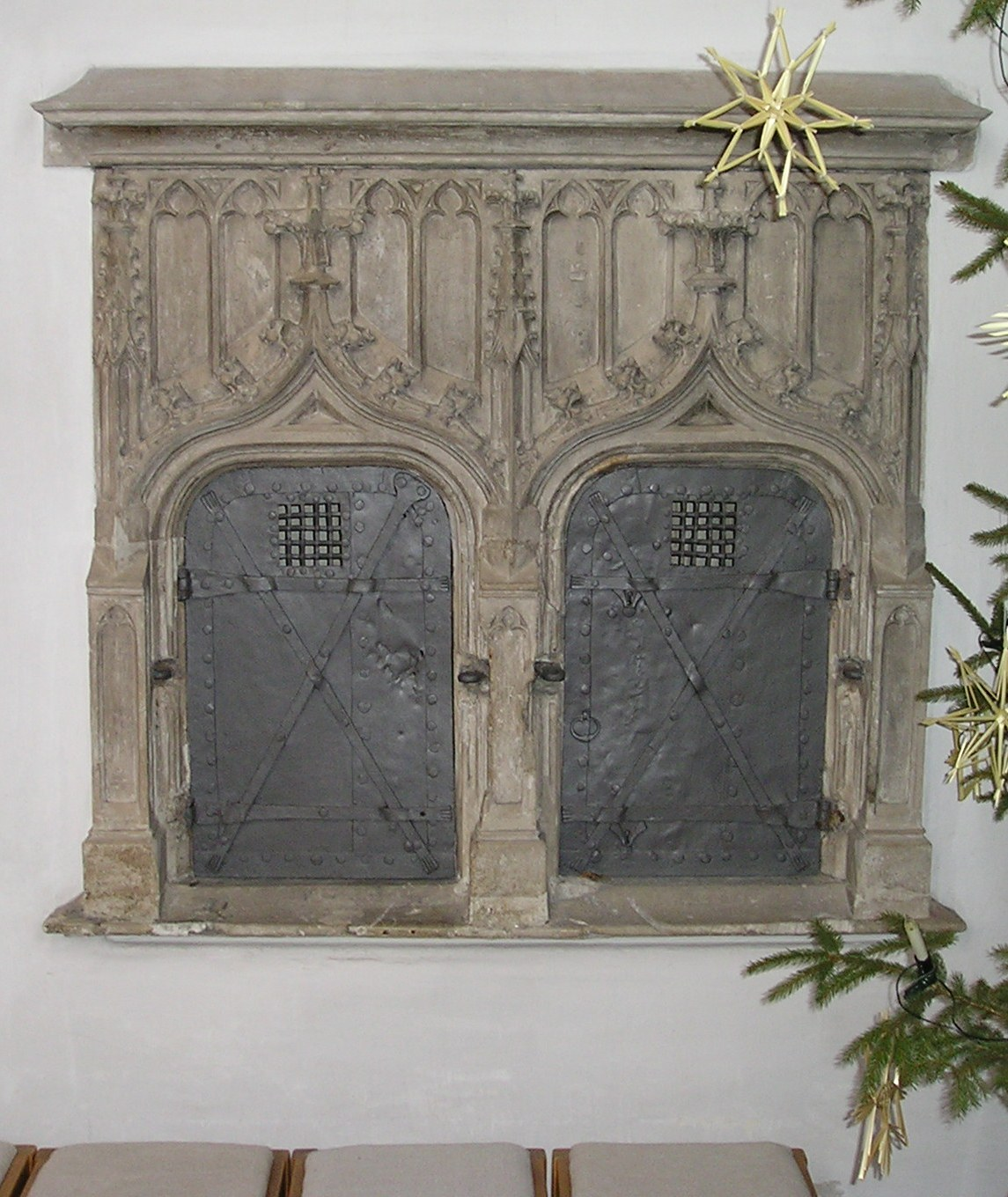
Gotischer Reliquienschrank im Chor

Die Kirche vor der Langhausvergrößerung 1912/13

Die römisch-katholische Pfarrkirche St. Sixtus in Pollenfeld im oberbayerischen Landkreis Eichstätt ist im Chor und Turm ein stattlicher Bau der Gotik und wird deshalb im Volksmund auch als Juradom bezeichnet.

## Lage
Die Kirche liegt, umgeben von einer hohen Friedhofsmauer, mitten im Ort.

## Geschichte
Pollenfeld ist ein alter Eichstätter Rodungsort. Bis zur Säkularisation Anfang des 19. Jahrhunderts stand die Pollenfelder Kirche in enger Beziehung zur Eichstätter Stifts- und Pfarrkirche Unserer lieben Frau, wie auch der Ort dem Stadtrichteramt Eichstätt unterstand.
Der Sage nach habe der selige Pollo von Rom im 11. Jahrhundert Reliquien des heiligen Papstes Sixtus nach Pollenfeld gebracht und damit eine Wallfahrt grundgelegt. Die erste Kirche wurde im 11./12. Jahrhundert, also in der Zeit der Romanik, errichtet. An Hauptfesten erfolgte eine Heiltumsvorzeigung in 15 Monstranzen. Als die Kirche für die Wallfahrt zu klein wurde, erbaute man die Kirche neu. Für 1382 ist die Weihe zweier Altäre nachgewiesen; um diese Zeit wird der Außenbau des neuen Kirchenschiffs fertig gewesen sein. Um 1400 begann der Bau eines großen gotischen Chores und die Umgestaltung des Turmes in die heutige Gestalt. 1470 errichteten Handwerker der Eichstätter Dombauhütte das Hauptportal an der Nordseite.
1552 wurde die Kirche von Truppen des Kurfürsten Moritz von Sachsen geplündert und hierbei ihrer Reliquiare, der Grundlage der Wallfahrt, beraubt. Erst 1632 wurden die zerstörten Seitenaltäre wiedererrichtet. Von 1805 bis circa 1876 stand ein barocker Hochaltar aus der Kirche Maria de Victoria in Ingolstadt im Chor.
Als im 19. Jahrhundert der mittelalterliche Baubestand samt der Sakristei (errichtet 1753) ruinös geworden war, wurde 1876/78 eine umfassende Restaurierung vorgenommen. Die Sakristei wurde wieder entfernt und, wie bereits bis 1753, in das Untergeschoss des Turmes versetzt. Die schmalen gotischen Langhausfenster wurden durch breitere neugotische Maßwerkfenster ersetzt. Die weiße Langhausdecke wurde in Holz als Flachdecke neu aufgeführt.
Als im frühen 20. Jahrhundert die Kirche wiederum zu klein wurde, errichtete man 1912/13 das Langhaus unter Einbeziehung der alten Längsmauern neu, indem man diese um zwei Meter erhöhte und westlich des heutigen Quergangs das Kirchenschiff um elf Meter verlängerte. Der gleichzeitig erhöhte Chorbogen sollte das Rippengewölbe des Chores fortan besser zur Wirkung bringen. Die Langhausfenster wurden wiederum vergrößert und mit neugotischem Maßwerk mit Butzenscheiben mit figürlicher Bemalung versehen. Das in der 1. Hälfte des 19. Jahrhunderts an die Westseite versetzte Portal wurde wieder an die Nordseite umgesetzt. Von der zweigeschossigen Orgelempore baute man nur den unteren Teil mit der neugotischen Brüstung von 1880 wieder auf. Als Zugang zur Empore und zum Dachboden errichtete man einen kuppelgedeckten Treppenturm, der im Südwesten der Kirche ausspringt.

## Baubeschreibung
Die Kirche ist ost-west ausgerichtet.
Der eingezogene gotische Chor im Osten schließt in fünf Seiten des Achtecks. Zwischen den dreistufigen Strebepfeilern sind schlanke, dreigeteilte Maßwerkfenster eingebaut.
Das Kreuzgratgewölbe ruht auf halbrunden Wanddiensten, deren Konsolen mit skulptiertem Laubwerk, Köpfen und Tierdarstellungen geschmückt sind.
Der Turm an der Nordseite ist quadratisch und hat sechs Stockwerke; er wird von einem Spitzhelm abgeschlossen.
Das Langhaus wird durch die hohen, zweibahnigen Fenster vertikal gegliedert. 1915 freigelegte Freskenreste von 1430 wurden größtenteils wieder übertüncht.
Ebenfalls an der nördlichen Langhausseite befindet sich das spätgotische Kirchenportal, eine Spitzbogenöffnung, die durch Kehlungen und Stabwerk reich profiliert ist. Aufgesetzte Maßwerkbögen und skulptierte Brustbilder des Kirchenpatrons (links) und des Eichstätter Diözesanheiligen Willibald (rechts) ergänzen das Portal.

## Ausstattung
- Chorfenster: Das nördliche und südliche zeigen noch die ursprüngliche mittelalterliche Glasmalerei. So ist in der Form eines Bildteppichs am nördlichen Fenster (um 1410) die Passion und am südlichen (um 1420) die Kindheit Christi dargestellt; das mittlere Fenster stammt aus dem späten 19. Jahrhundert.
- Schlankes hohes Sakramentshäuschen, fünfteilig in Form einer spätgotischen Turmmonstranz, um 1470.
- Steinerner Reliquienschrein rechts vom Sakramentshäuschen, ursprünglich in der Sakristei befindlich, heute eingelassen in die Chorwand, eine „stilvolle Anlage“ (Mader, S. 290) mit doppelter Türöffnung.
- Gotisches Kreuz an der nördlichen Chorwand über der Sakristeitür, durch nachgeschnitzte Figuren 1988 zur Kreuzigungsgruppe ergänzt.
- Drei mittelalterliche Grabsteine in der Chorwand.
- Achtseitiges, mit Maßwerkblenden verziertes Taufbecken (um 1570).
- Marienfigur mit Kind (um 1460/70), rechts vor dem Chor auf einer Säule stehend.
- Rekonstruierter spätgotischer Altar mit den ursprünglichen spätgotischen Schreinfiguren (in der Mitte Maria mit Kind, links die Heiligen Sixtus II. und Laurentius, rechts die Diözesanheiligen Willibald und Walburga; alle „bedeutende Schöpfungen“ (Mader, S. 290) um 1520; die vier Heiligen sind auf der Rückseite der Altarflügel noch einmal als Gemälde zu sehen). Die Flügel stammen von 1880. In der Altarbekrönung stehen der Auferstandene, der hl. Petrus und die hl. Magdalena, wohl vom selben Künstler wie die Schreinfiguren.
- Im neugotischen Stil gehaltene Seitenaltäre (links Marienaltar, rechts Josefsaltar), Nachschnitzungen der Altäre von 1882/1884; 1988 aufgestellt.
- Neugotische Kanzel von 1881; an der Kanzelrückwand der hl. Johannes der Evangelist, gemalt um 1520.
- Langhausfenster (1912/13) nach Entwürfen des Münchner Künstlers Augustin Pacher (1863–1926) mit figürlicher Darstellung der 12 Apostel, der heiligen Bischöfe Martin und Nikolaus sowie Maria, die die Seelen im Fegfeuer tröstet (Fenster der 1504 gegründeten Armen-Seelen-Bruderschaft Pollenfelds).
- Wandkreuz von 1881 an der südlichen Langhauswand mit barocker Madonna mit Kind.
- Orgel von 1979, von Georg Jann, Laberweinting, mit neugotischem Gehäuse.